# Lim Dall-young
임달영
Œuvres principales
Première œuvre : Zéro, le commencement
Autres ouvrages :
- Kurokami - Black God
- Freezing

Dans ce nom coréen, le nom de famille, Lim, précède le nom personnel.
Lim Dall-young (임달영) est un manhwaga né le 14 juin 1977 à Séoul en Corée du Sud.

## Biographie
Lim Dall-young commence sa carrière de manhwaga en 2001 avec la manhwa Zéro, le commencement publié par la maison d'édition coréenne Daiwon C.I..
En 2005, il commence la publication de Kurokami en tant que scénariste, Park Sung-woo s'occupe de l'illustration. Le manga est prépublié dans le magazine japonais Young Gangan et publié par Square-Enix. Le succès du manga lui vaut une adaptation en anime en 2009.

## Œuvres

### Manhwa
- 2001-2004 : Zéro, le commencement avec Park Sung-woo, 10 volumes, Daiwon C.I., Tokebi
- 2005-2011 : Unbalance x Unbalance avec Lee Soo-hyon, 10 volumes, Daiwon C.I., Samji
- 2005-2007 : Zero, the circle of flow avec Roh Sang-yong, 3 volumes, Daiwon C.I., Panini Comics
- 2006-2011 : Aflame Inferno, 6 volumes, Haksan, Kami
- 2007-2012 : La Légende de Maian avec Jung Soo-chul, 8 volumes, Haksan, Clair de lune
- 2009-2013 : Phantom King avec Lee Soo-hyun, 8 volumes, Seed Novel, Booken Manga[2]
- 2017-en cours :  Circle Zero's Otherworldly Hero Business avec Hye-In Park

### Manga
- 2005-2012 : Kurokami - Black God avec Park Sung-woo, 19 volumes, Square-Enix, Ki-oon
- 2007-2012 : Onihime VS avec Lee Soo-hyon, 4 volumes, Kill Time Communication[3], Doki-Doki
- 2007-en cours : Freezing avec Kim Kwang-hyun, 19 volumes, Kill Time Communication, Doki-Doki[4]
- 2009-2011 : Re:Birth - The Lunatic Taker avec Lee Soo-hyun, 7 volumes, Media Factory, Doki-Doki
- 2011-2012 : Cimoc avec Lee Hae-won, 5 volumes, Kill Time Communication, Doki-Doki[5]
- 2011-2012 : Freezing: First Chronicles avec Yoon Jae-ho, 1 volume, Kill Time Communication, Doki-Doki[6]
- 2012-2013 : Sai:Taker –Futari no Artemis– avec Lee Soo-hyun, 3 volumes, Media Factory[7], Doki-Doki[8]
- 2012-en cours : Freezing Zero avec Jung Suchol, Kill Time Communication[9], Doki-Doki
- 2013-2014 : Ace Maid avec Lee Hae-won, 4 volumes, Media Factory[10]
- 2013-en cours : Freezing Pair Love Stories avec Kim So-hee, Kill Time Communication[11]